# Whiskey Tango Foxtrot
Whiskey Tango Foxtrot è un film del 2016 diretto da Glenn Ficarra e John Requa.
La pellicola, con protagonisti Tina Fey, Margot Robbie, Martin Freeman e Billy Bob Thornton, è l'adattamento cinematografico de The Taliban Shuffle: Strange Days in Afghanistan and Pakistan, memorie della giornalista americana Kim Barker scritte nel 2011 sulla sua esperienza in Pakistan e Afghanistan avvenute dal 2002 al 2007.

## Trama
Il film racconta l'arrivo a Kabul della giornalista Kim Barker nel 2002 come inviata di guerra per un'emittente televisiva: il motivo del suo trasferimento è dovuto alla volontà cambiare lavoro, rompere la monotonia dell'ufficio e di un ragazzo che vedeva sempre di meno. All'inizio, all'arrivo nell'alloggio dei giornalisti, è un po' spaesata ma fa subito amicizia con una collega veterana dell'Afghanistan, Tanya Vanderpoel, che le mostra che stare a Kabul non è così male spiegandole che lo stabile è molto sicuro e che la sera vengono organizzate feste a base di alcol, droga e sesso occasionale.
Una delle prime sere, Tanya la porta ad altre feste, come quella dell'ambasciata americana e poi in altri locali dove incontrano altre due persone: il fotografo scozzese Iain MacKelpie e Shakira El-Khoury, e insieme a questi vivono serate divertenti. Il suo primo incarico arriva poco dopo: deve seguire un convoglio di truppe americane impegnate nella riparazione di un pozzo. Lì intervista molti marines che le dicono che secondo loro la gente ha dimenticato la guerra in Afghanistan perché sono tutti troppo impegnati a dare attenzione a quella in Iraq, e scopre pure che un marine non teneva carica la propria arma perché non v'è mai pericolo. Al ritorno da quella missione vengono attaccati da due talebani. La sua guida del posto Fahim le intima di rimanere in macchina, ma lei esce ugualmente a filmare nonostante il pericolo, guadagnando il rispetto del generale Hollanek. Riesce anche ad intervistare un ministro afghano, Ali Massoud Sadiq, con cui instaura un rapporto di confidenza.
Passano gli anni e Kim trascorre il proprio tempo con Iain, Tanya, la sua guida afghana Fahim e una guardia del corpo che va poco d'accordo con Iain. Non essendo mandata in onda da diverso tempo, Kim decide di partire con Iain, la sua guardia del corpo e Fahim per un servizio sui talebani a Kandahar; sul posto, invece di stare in macchina, coperta con il burqa, si butta nella folla maschile e prima che sia troppo tardi riesce a essere salvata da Fahim. Tornati alla base con il servizio, Fahim le dice che non può più lavorare con lei perché adesso è sposato, lei è diventata una pericolosa drogata e ciò non può più essere accettabile. Quindi lei, addolorata, si fa consolare prima da Tanya e poi finisce a letto con Iain il quale la corteggiava da parecchio tempo. In seguito, Tanya dice a Kim di avere un contatto con i talebani per un'intervista: anche se Kim è contraria, Tanya va comunque perché anche lei ha bisogno di una storia. Intanto il rapporto con Iain diventa sempre più intimo e l'uomo le confida che ha fra le mani una grande storia al confine con la Cina, ma bisogna aspettare diversi mesi affinché si sciolga la neve che blocca i valichi.
Tanya, nel momento in cui incontra i terroristi, è vittima di un'imboscata ma riesce a salvarsi filmando tutto e comunica l'accaduto a Kim non appena questa si reca all'ospedale. Il servizio è il migliore che viene realizzato quell'anno dall'Afghanistan. Kim, furiosa torna a New York per parlare con la sua direttrice. Il suo capo le dice che, da cinque anni ormai, l'Afghanistan non fa più notizia, quindi è necessario che realizzi un servizio straordinario. Inoltre, le viene comunicato che forse assumeranno Tanya presso la loro sede di Londra, proprio grazie al sopraccitato servizio; dunque ha una discussione con Tanya la quale le rivela anche che il ragazzo che aveva intervistato cinque anni prima ha perso le gambe perché trasferito in prima linea a causa della sua intervista.
Atterrata a Glasgow, dove ha appuntamento con Iain, scopre che questi si è recato al confine per quel servizio senza di lei e che è stato rapito. Chiede aiuto al generale che manda una squadra d'assalto a liberarlo e Kim riesce anche a fare un ottimo servizio dal momento che al seguito dei marines aveva mandato un cameraman. A questo punto lei decide di partire e tornare a New York accettando l'offerta di condurre il telegiornale. Dice a Iain che fra di loro è tutto finito perché il loro era un amore da guerra, il quale non potrebbe durare nel mondo reale: lui non sarebbe mai venuto a New York con lei e per lei andava bene così. Inizialmente l'uomo ci rimane male ma alla fine accetta la situazione.
Successivamente, Kim va a trovare il marine che ha perso le gambe per chiedergli perdono. Ma lui, diventato nel frattempo agricoltore, non le dà colpe per quello che gli è accaduto. Kim allora si rende conto di aver fatto la scelta giusta ad andarsene da là, perché era l'unico modo per non dovere avere più bisogno di provare quelle scariche di adrenalina. Dopo, mentre Kim dirige il telegiornale sulla propria rete, ha come ospite Iain che sta facendo il giro dei notiziari per pubblicizzare il suo libro di foto sulla guerra. Durante la pubblicità, Ian chiede a Kim di uscire insieme e lei accetta.

## Produzione
Il budget del film è stato di 35 milioni di dollari.

## Promozione
Il primo trailer del film viene diffuso il 17 dicembre 2015 attraverso il canale YouTube della Paramount Pictures, mentre il trailer italiano viene diffuso il 12 aprile 2016.

## Distribuzione
La pellicola è stata distribuita nelle sale cinematografiche statunitensi a partire dal 4 marzo 2016 ed in quelle italiane dal 14 maggio seguente.

## Accoglienza

### Incassi
Il film ha incassato 23,1 milioni di dollari in Nord America e 1,8 milioni nel resto del mondo, per un totale di 24,9 milioni di dollari.

### Critica
Sull'aggregatore Rotten Tomatoes il film riceve il 68% delle recensioni professionali positive con un voto medio di 6,3 su 10 basato su 211critiche, mentre su Metacritic ottiene un punteggio di 57 su 100 basato su 44 critiche.